# ألكسندر ستويانوف
ألكسندر ستويانوف (بالبلغارية: Александър Стоянов)‏ هو لاعب كرة قدم بلغاري في مركز حراسة المرمى، ولد في 25 يوليو 1986 في صوفيا في بلغاريا. لعب مع PFC Bansko ‏.